# 仏師屋盗人
『仏師屋盗人』 （ぶしやぬすっと/ぶしやぬすと）は上方落語の演目。東京で演じられる場合は『にかわ泥』（にかわどろ）、または『ぶっしゃ泥棒』（ぶっしゃどろぼう）という演題が使用される。前田勇は、東京へは上方から移植されたとする。
盗人が押し入った家でやりこめられる話で、『打飼盗人』（東京では『置泥』または『夏泥』）と似る。

## あらすじ
演者はまず「十両の額の金銭を盗んだら斬首刑に処された」という、江戸時代における窃盗犯の刑罰に少し触れる（「太い奴 どうして九両三分二朱」という川柳を紹介するなど）。
ある夜、盗人が仏師屋（仏像を彫る職人）の家に入る。盗人は仏師屋に対し、刀を抜いて「金を出せ」と脅すが、仏師屋は驚くことも怖がることもなく、「そこの引き出しに一両二分の金があるさかいに、持って行き」と言い放つ。
調子の狂った盗人は外へ飛び出そうとしたが、間違って奥の間に通じるふすまを開けてしまう。すると目の前に背の高い人影が見えたため、思わず刀を振り回し、はずみで首を切り落としてしまう。
仏師は「何すんねん」と激怒する。「おまえ、大和の寺から『首、継いでくれ』ちゅうて持って来たびんずるさんの首、継いどいたもんをまた切りやがって!」
盗人は仏師屋のあまりの剣幕の前に平謝りするほかなく、仏師屋の言うままににかわ（接着剤）の入った鍋を温め、仏像の首を胴に乗せるのを手伝う。仏像の首は再びつながる。「しかし、こんだけで一両二分とはボロい商売でんなあ」「何ぬかしとンねん。さっさと金持って去ね」
ところが盗人は金を置いていき、にかわの入った鍋を持っていこうとする。「なんで鍋ェ持って行くンじゃ」「へえ。十両盗んで首落とされたら、これであんたに接いでもらいまんねん」